# Сьофуку-дзі
Сьофуку-дзі (яп. 聖福寺) — дзен-буддійський храм в районі Хаката-ку міста Фукуока, в Японії.
Був споруджений в 1195 році під керівництвом ченця секти ріндзай Ейсая, роботи фінансував сьогун Мінамото Йорітомо. Протягом багатьох років вважався найстарішим дзен-храмом серед тих, що збереглися в Японії — згідно з плитою з написом імператора Го-Тоба, знаходиться в Сефуку-дзі, на якій накреслено: «Це перший дзен-храм в Японії». Проте першою такою спорудою має вважатися побудований також ченцем Ейсаєм в 1191 році храм Геон-дзі.
Серед реліквій, що зберігаються у храмі Сефуку-дзі, слід згадати особисті речі і роботи Ейсая і Сенгая, а також бронзовий дзвін часів корейського королівства Когурьо.